# Leptotachidia iberica
Leptotachidia iberica är en kräftdjursart som beskrevs av Becker 1974. Leptotachidia iberica ingår i släktet Leptotachidia och familjen Pseudotachidiidae. Inga underarter finns listade i Catalogue of Life.